# Eric Iván Ramírez
Eric Iván Jesús Ramírez (Concordia, 21 de septiembre de 1996) es un futbolista argentino. Juega de delantero en Huracán de la Primera División de Argentina.

## Trayectoria
Ramírez comenzó jugando a los 7 años en River Plate, y se mantuvo hasta 2010.
En 2010 volvió a su ciudad, Concordia, para jugar en Club Salto Grande de Concordia, hasta 2013.
Ese año, llegó a las inferiores de Gimnasia y Esgrima  La Plata con 17 años. Dos años después, logró su debut en Primera, entrando a los 33 minutos del segundo tiempo por Antonio Medina, en la derrota por 2-3 frente a River Plate.
Luego de jugar escasos partidos, en 2018 fue cedido a Quilmes, de la Primera B Nacional. Debutó el 15 de septiembre en la derrota por 1-0 frente a Central Córdoba de Santiago del Estero.
A mediados de 2024, rescindió su vínculo con Gimnasia y Esgrima, y firmó contrato con Huracán hasta diciembre de 2026.

## Clubes
| Club                        | País      | Año       |
| --------------------------- | --------- | --------- |
| Gimnasia y Esgrima La Plata | Argentina | 2013-2018 |
| Quilmes                     | Argentina | 2018-2019 |
| Gimnasia y Esgrima La Plata | Argentina | 2019-2024 |
| Huracán                     | Argentina | 2024-Act. |

## Estadísticas
- Actualizado hasta el 19 de agosto de 2025.

| Gimnasia y Esgrima (LP) Argentina | 1.ª                 | 2015                | 2   | 0  | 0  | 0  | - | - | 2   | 0  | 0    |
| Gimnasia y Esgrima (LP) Argentina | 1.ª                 | 2016                | 2   | 0  | 0  | 0  | - | - | 2   | 0  | 0    |
| Gimnasia y Esgrima (LP) Argentina | 1.ª                 | 2016-17             | 7   | 0  | 0  | 0  | - | - | 7   | 0  | 0    |
| Gimnasia y Esgrima (LP) Argentina | 1.ª                 | 2017-18             | 13  | 1  | 1  | 0  | - | - | 14  | 1  | 0.07 |
| Gimnasia y Esgrima (LP) Argentina | 1.ª                 | 2018-19             | 1   | 0  | 1  | 0  | - | - | 2   | 0  | 0    |
| Gimnasia y Esgrima (LP) Argentina | 1.ª                 | 2019-20             | 8   | 3  | 2  | 0  | - | - | 10  | 3  | 0.3  |
| Gimnasia y Esgrima (LP) Argentina | 1.ª                 | 2020                | -   | -  | 11 | 3  | - | - | 11  | 3  | 0.27 |
| Gimnasia y Esgrima (LP) Argentina | 1.ª                 | 2021                | 15  | 2  | 14 | 2  | - | - | 29  | 4  | 0.14 |
| Gimnasia y Esgrima (LP) Argentina | 1.ª                 | 2022                | 23  | 2  | 7  | 4  | - | - | 30  | 6  | 0.2  |
| Gimnasia y Esgrima (LP) Argentina | 1.ª                 | 2023                | 21  | 4  | 13 | 3  | 2 | 0 | 36  | 7  | 0.19 |
| Gimnasia y Esgrima (LP) Argentina | 1.ª                 | 2024                | 4   | 0  | 14 | 3  | - | - | 18  | 3  | 0.17 |
| Gimnasia y Esgrima (LP) Argentina | Total club          | Total club          | 96  | 12 | 63 | 15 | 2 | 0 | 161 | 27 | 0.17 |
| Quilmes Argentina | 2.ª                 | 2018-19             | 8   | 0  | -  | -  | - | - | 8   | 0  | 0    |
| Quilmes Argentina | Total club          | Total club          | 8   | 0  | -  | -  | - | - | 8   | 0  | 0    |
| Huracán Argentina | 1.ª                 | 2024                | 20  | 3  | 2  | 1  | - | - | 22  | 4  | 0.18 |
| Huracán Argentina | 1.ª                 | 2025                | 24  | 5  | 2  | 1  | 1 | 0 | 27  | 6  | 0.22 |
| Huracán Argentina | Total club          | Total club          | 44  | 8  | 4  | 2  | 1 | 0 | 49  | 10 | 0.2  |
| Total en su carrera | Total en su carrera | Total en su carrera | 148 | 20 | 67 | 17 | 3 | 0 | 218 | 37 | 0.17 |
| (1) Las copas nacionales se refiere a la Copa Argentina, Copa de la Superliga y Copa de la Liga Profesional. (2) Las copas internacionales se refiere a la Copa Libertadores y Copa Sudamericana. (3) Media de goles por encuentro. No incluye goles en partidos amistosos. |                     |                     |     |    |    |    |   |   |     |    |      |